# (2787) Tovarishch
(2787) Tovarishch es un asteroide perteneciente al cinturón de asteroides descubierto el 13 de septiembre de 1978 por Nikolái Stepánovich Chernyj desde el Observatorio Astrofísico de Crimea, en Naúchni.

## Designación y nombre
Tovarishch fue designado al principio como 1978 RC6.
Más tarde, en 1984, se nombró por el buque escuela ruso Tovarishch.

## Características orbitales
Tovarishch orbita a una distancia media de 3,021 ua del Sol, pudiendo alejarse hasta 3,19 ua y acercarse hasta 2,853 ua. Su inclinación orbital es 10,32 grados y la excentricidad 0,05586. Emplea 1918 días en completar una órbita alrededor del Sol.

## Características físicas
La magnitud absoluta de Tovarishch es 11,4.